# Asplenium × sphenocookii
Asplenium × sphenocookii là một loài dương xỉ trong họ Aspleniaceae. Loài này được W.H.Wagner mô tả khoa học đầu tiên năm 1999.
Danh pháp khoa học của loài này chưa được làm sáng tỏ. 